# نيدريون (ليفكادا)
نيدريون (Νυδρίον) هي مدينة في ليفكادا في مقاطعة كينتريكي إلادا في اليونان.